# Lithodora
Lithodora Griseb è un genere di piante della famiglia delle Boraginacee, diffuso nel bacino del Mediterraneo.
Nel 2008 dal genere Lithodora è stato staccato il genere Glandora, in cui è comporesa la comune pianta da giardino Glandora diffusa, già denominata Lithodora diffusa.

## Etimologia
Il termine Lithodora deriva da due parole greche: λίθος (lithos), cioè "pietra" e δωρεά (dorea), cioè "dono"; il significato è quindi "dono della pietra", in riferimento all'ambiente roccioso in cui alcune specie vivono.

## Descrizione
Comprende arbusti nani più o meno ramosi con foglie strette, di lunghezza variabile nelle diverse specie, più o meno ispide.
I fiori sono portati in cime terminali e fogliose.

Il calice è diviso in cinque lobi, più o meno fino alla base, ed è lievemente accrescente.

La corolla, glabra o setolosa, può essere di colore blu, porpora o bianco, infundibuliforme o ipocrateriforme; il tubo è senza scaglie o invaginazioni alla fauce e senza anello basale, qualche volta può essere glanduloso o villoso.

Gli stami, generalmente inclusi nel tubo corollino, possono essere a volte collocati a livelli diversi.

Lo stilo semplice, può essere diviso in alto.

Generalmente si possono trovare 1 o 2 nucule che si aprono trasversalmente sopra la base.

## Distribuzione e habitat
Le specie di questo genere si possono trovare in diverse zone dell'Europa meridionale (Spagna, Francia, Grecia, Cipro), del Nord Africa (Marocco, Algeria Libia) e del Medio Oriente (Turchia, Libano, Siria).
Crescono su pareti rocciose scoscese, fessure delle rocce, qualche specie nelle pinete e nelle macchie, nelle siepi e arenili maritmi. Molto spesso su suoli calcarei.

## Tassonomia
Il genere comprende le seguenti specie:
- Lithodora fruticosa (L.) Griseb
- Lithodora hispidula (Sm.) Griseb.
- Lithodora zahnii (Heldr. ex Halácsy) I.M.Johnst.

### Sinonimi obsoleti
- Lithodora calabra (Ten.) Griseb. = Aegonychon calabrum (Ten.) ined.
- Lithodora hancockiana (Oliv.) Hand.-Mazz. = Lithospermum hancockianum Oliv.
- Lithodora rosmarinifolia (Ten.) I.M.Johnst. = Glandora rosmarinifolia (Ten.) D.C.Thomas